# 가미사지촌
가미사지촌(上佐治村)은 돗토리현 야즈군에 있던 촌이다. 1896년 3월 31일까지 지즈군에 속해있었다.

## 역사
- 1889년 10월 1일 - 정촌제 시행에 의해 지즈군  가미사지촌이 성립하였다.
- 1896년 4월 1일 - 야카미군, 핫토군, 지즈군이 합병해 야즈군이 성립하여, 야즈군 가미사지촌이 되었다
- 1910년 1월 1일 - 구치사지촌, 나카사지촌과 합병해 사지촌이 성립하여, 동일 가미사지촌은 폐지되었다.